# Премія Гільдії кіноакторів США за найкращу жіночу роль у комедійному серіалі
Премія Гільдії кіноакторів США за найкращу жіночу роль у комедійному серіалі — нагорода, яку щорічно з 1995 року вручає Гільдія кіноакторів США, щоб відзначити акторку, яка найкраще виконала роль у комедійному серіалі.

## Переможці та номінанти
Нижче наведено список переможниць і номінанток за кожен рік.
| Позначка | Значення                   |
| -------- | -------------------------- |
|          | Вказує на лауреатку премії |

### 1990-ті
| 1994 (1-ша)          |                 |                           |     |       |
| Гелен Гант           | Джеймі Бакман   | «У захваті від тебе»      | NBC | [ 1 ] |
| Кендіс Берген        | Мерфі Браун     | «Мерфі Браун»             | CBS | [ 1 ] |
| Еллен Дедженерес     | Еллен Морган    | «Еллен»                   | ABC | [ 1 ] |
| Джулія Луї-Дрейфус   | Елейн Бенес     | «Сайнфелд»                | NBC | [ 1 ] |
| Розанна Барр         | Розанна Коннер  | «Розанна»                 | ABC | [ 1 ] |
| 1995 (2-га)          |                 |                           |     |       |
| Крістін Баранскі     | Меріенн Торп    | «Сібілл»                  | CBS | [ 2 ] |
| Кендіс Берген        | Мерфі Браун     | «Мерфі Браун»             | CBS | [ 2 ] |
| Гелен Гант           | Джеймі Бакман   | «У захваті від тебе»      | NBC | [ 2 ] |
| Ліза Кудров          | Фібі Буффе      | «Друзі»                   | NBC | [ 2 ] |
| Джулія Луї-Дрейфус   | Елейн Бенес     | «Сайнфелд»                | NBC | [ 2 ] |
| 1996 (3-тя)          |                 |                           |     |       |
| Джулія Луї-Дрейфус   | Елейн Бенес     | «Сайнфелд»                | NBC | [ 3 ] |
| Крістін Баранскі     | Меріенн Торп    | «Сібілл»                  | CBS | [ 3 ] |
| Еллен Дедженерес     | Еллен Морган    | «Еллен»                   | ABC | [ 3 ] |
| Гелен Гант           | Джеймі Бакман   | «У захваті від тебе»      | NBC | [ 3 ] |
| Крістен Джонстон     | Саллі Соломон   | «Третя планета від Сонця» | NBC | [ 3 ] |
| 1997 (4-та)          |                 |                           |     |       |
| Джулія Луї-Дрейфус   | Елейн Бенес     | «Сайнфелд»                | NBC | [ 4 ] |
| Кірсті Еллі          | Вероніка Чейз   | «Салон Вероніки»          | NBC | [ 4 ] |
| Еллен Дедженерес     | Еллен Морган    | «Еллен»                   | ABC | [ 4 ] |
| Каліста Флокгарт     | Еллі Макбіл     | «Еллі Макбіл»             | Fox | [ 4 ] |
| Гелен Гант           | Джеймі Бакман   | «У захваті від тебе»      | NBC | [ 4 ] |
| 1998 (5-та)          |                 |                           |     |       |
| Трейсі Ульман        | Різні персонажі | «Трейсі приймає виклик»   | HBO | [ 5 ] |
| Каліста Флокгарт     | Еллі Макбіл     | «Еллі Макбіл»             | Fox | [ 5 ] |
| Ліза Кудров          | Фібі Буффе      | «Друзі»                   | NBC | [ 5 ] |
| Джулія Луї-Дрейфус   | Елейн Бенес     | «Сайнфелд»                | NBC | [ 5 ] |
| Емі П'єтц            | Енні Спадаро    | «Кароліна в Нью-Йорку»    | NBC | [ 5 ] |
| 1999 (6-та)          |                 |                           |     |       |
| Ліза Кудров          | Фібі Буффе      | «Друзі»                   | NBC | [ 6 ] |
| Каліста Флокгарт     | Еллі Макбіл     | «Еллі Макбіл»             | Fox | [ 6 ] |
| Люсі Лью             | Лінг Ву         | «Еллі Макбіл»             | Fox | [ 6 ] |
| Сара Джессіка Паркер | Керрі Бредшоу   | «Секс і Місто»            | HBO | [ 6 ] |
| Трейсі Ульман        | Різні персонажі | «Трейсі приймає виклик»   | HBO | [ 6 ] |

### 2000-ні
| 2000 (7-ма)          |                      |                                    |          |        |
| Сара Джессіка Паркер | Керрі Бредшоу        | «Секс і Місто»                     | HBO      | [ 7 ]  |
| Каліста Флокгарт     | Еллі Макбіл          | «Еллі Макбіл»                      | Fox      | [ 7 ]  |
| Джейн Качмарек       | Лоїс                 | «Малькольм у центрі уваги»         | Fox      | [ 7 ]  |
| Дебра Мессінг        | Грейс Адлер          | «Вілл і Грейс»                     | NBC      | [ 7 ]  |
| Меган Маллаллі       | Карен Вокер          | «Вілл і Грейс»                     | NBC      | [ 7 ]  |
| 2001 (8-ма)          |                      |                                    |          |        |
| Меган Маллаллі       | Карен Вокер          | «Вілл і Грейс»                     | NBC      | [ 8 ]  |
| Дженніфер Еністон    | Рейчел Грін          | «Друзі»                            | NBC      | [ 8 ]  |
| Кім Кетролл          | Саманта Джонс        | «Секс і Місто»                     | HBO      | [ 8 ]  |
| Патриція Гітон       | Дебра Берон          | «Усі люблять Реймонда»             | CBS      | [ 8 ]  |
| Сара Джессіка Паркер | Керрі Бредшоу        | «Секс і Місто»                     | HBO      | [ 8 ]  |
| 2002 (9-та)          |                      |                                    |          |        |
| Меган Маллаллі       | Карен Вокер          | «Вілл і Грейс»                     | NBC      | [ 9 ]  |
| Дженніфер Еністон    | Рейчел Грін          | «Друзі»                            | NBC      | [ 9 ]  |
| Кім Кетролл          | Саманта Джонс        | «Секс і Місто»                     | HBO      | [ 9 ]  |
| Патриція Гітон       | Дебра Берон          | «Усі люблять Реймонда»             | CBS      | [ 9 ]  |
| Джейн Качмарек       | Лоїс                 | «Малькольм у центрі уваги»         | Fox      | [ 9 ]  |
| 2003 (10-та)         |                      |                                    |          |        |
| Меган Маллаллі       | Карен Вокер          | «Вілл і Грейс»                     | NBC      | [ 10 ] |
| Патриція Гітон       | Дебра Берон          | «Усі люблять Реймонда»             | CBS      | [ 10 ] |
| Ліза Кудров          | Фібі Буффе           | «Друзі»                            | NBC      | [ 10 ] |
| Дебра Мессінг        | Грейс Адлер          | «Вілл і Грейс»                     | NBC      | [ 10 ] |
| Доріс Робертс        | Мері Берон           | «Усі люблять Реймонда»             | CBS      | [ 10 ] |
| 2004 (11-та)         |                      |                                    |          |        |
| Тері Гетчер          | Сьюзен Маєр          | «Відчайдушні домогосподарки»       | ABC      | [ 11 ] |
| Патриція Гітон       | Дебра Берон          | «Усі люблять Реймонда»             | CBS      | [ 11 ] |
| Меган Маллаллі       | Карен Вокер          | «Вілл і Грейс»                     | NBC      | [ 11 ] |
| Сара Джессіка Паркер | Керрі Бредшоу        | «Секс і Місто»                     | HBO      | [ 11 ] |
| Доріс Робертс        | Мері Берон           | «Усі люблять Реймонда»             | CBS      | [ 11 ] |
| 2005 (12-та)         |                      |                                    |          |        |
| Фелісіті Гаффман     | Лінетт Скаво         | «Відчайдушні домогосподарки»       | ABC      | [ 12 ] |
| Кендіс Берген        | Ширлі Шмідт          | «Юристи Бостона»                   | ABC      | [ 12 ] |
| Патриція Гітон       | Дебра Берон          | «Усі люблять Реймонда»             | CBS      | [ 12 ] |
| Меган Маллаллі       | Карен Вокер          | «Вілл і Грейс»                     | NBC      | [ 12 ] |
| Мері-Луїз Паркер     | Ненсі Ботвін         | «Косяки»                           | Showtime | [ 12 ] |
| 2006 (13-та)         |                      |                                    |          |        |
| Америка Феррера      | Бетті Суарес         | «Не краса по-американськи»         | ABC      | [ 13 ] |
| Фелісіті Гаффман     | Лінетт Скаво         | «Відчайдушні домогосподарки»       | ABC      | [ 13 ] |
| Джулія Луї-Дрейфус   | Крістін Кемпбелл     | «Нові пригоди старої Крістін»      | CBS      | [ 13 ] |
| Меган Маллаллі       | Карен Вокер          | «Вілл і Грейс»                     | NBC      | [ 13 ] |
| Мері-Луїз Паркер     | Ненсі Ботвін         | «Косяки»                           | Showtime | [ 13 ] |
| Джеймі Преслі        | Джой Тернер          | «Мене звати Ерл»                   | NBC      | [ 13 ] |
| 2007 (14-та)         |                      |                                    |          |        |
| Тіна Фей             | Ліз Лемон            | «30 потрясінь»                     | NBC      | [ 14 ] |
| Крістіна Епплгейт    | Саманта Ньюлі        | «Хто така Саманта?»                | ABC      | [ 14 ] |
| Америка Феррера      | Бетті Суарес         | «Не краса по-американськи»         | ABC      | [ 14 ] |
| Мері-Луїз Паркер     | Ненсі Ботвін         | «Косяки»                           | Showtime | [ 14 ] |
| Ванесса Вільямс      | Вільгельміна Слейтер | «Не краса по-американськи»         | ABC      | [ 14 ] |
| 2008 (15-та)         |                      |                                    |          |        |
| Тіна Фей             | Ліз Лемон            | «30 потрясінь»                     | NBC      | [ 15 ] |
| Крістіна Епплгейт    | Саманта Ньюлі        | «Хто така Саманта?»                | ABC      | [ 15 ] |
| Америка Феррера      | Бетті Суарес         | «Не краса по-американськи»         | ABC      | [ 15 ] |
| Мері-Луїз Паркер     | Ненсі Ботвін         | «Косяки»                           | Showtime | [ 15 ] |
| Трейсі Ульман        | Різні персонажі      | «Трейсі Ульман: Погляд на Америку» | Showtime | [ 15 ] |
| 2009 (16-та)         |                      |                                    |          |        |
| Тіна Фей             | Ліз Лемон            | «30 потрясінь»                     | NBC      | [ 16 ] |
| Крістіна Епплгейт    | Саманта Ньюлі        | «Хто така Саманта?»                | ABC      | [ 16 ] |
| Тоні Коллетт         | Тара Грегсон         | «Сполучені Штати Тари»             | Showtime | [ 16 ] |
| Іді Фалко            | Джекі Пейтон         | «Медсестра Джекі»                  | Showtime | [ 16 ] |
| Джулія Луї-Дрейфус   | Крістін Кемпбелл     | «Нові пригоди старої Крістін»      | CBS      | [ 16 ] |

### 2010-ті
| 2010 (17-та)       |                  |                             |             |        |
| Бетті Вайт         | Елка Островськи  | «Красуні в Клівленді»       | TV Land     | [ 17 ] |
| Іді Фалко          | Джекі Пейтон     | «Медсестра Джекі»           | Showtime    | [ 17 ] |
| Тіна Фей           | Ліз Лемон        | «30 потрясінь»              | NBC         | [ 17 ] |
| Джейн Лінч         | Сью Сильвестр    | «Хор»                       | Fox         | [ 17 ] |
| Софія Вергара      | Глорія Прітчетт  | «Американська сімейка»      | ABC         | [ 17 ] |
| 2011 (18-та)       |                  |                             |             |        |
| Бетті Вайт         | Елка Островськи  | «Красуні в Клівленді»       | TV Land     | [ 18 ] |
| Джулі Бовен        | Клер Данфі       | «Американська сімейка»      | ABC         | [ 18 ] |
| Іді Фалко          | Джекі Пейтон     | «Медсестра Джекі»           | Showtime    | [ 18 ] |
| Тіна Фей           | Ліз Лемон        | «30 потрясінь»              | NBC         | [ 18 ] |
| Софія Вергара      | Глорія Прітчетт  | «Американська сімейка»      | ABC         | [ 18 ] |
| 2012 (19-та)       |                  |                             |             |        |
| Тіна Фей           | Ліз Лемон        | «30 потрясінь»              | NBC         | [ 19 ] |
| Іді Фалко          | Джекі Пейтон     | «Медсестра Джекі»           | Showtime    | [ 19 ] |
| Емі Полер          | Леслі Ноуп       | «Парки та зони відпочинку»  | NBC         | [ 19 ] |
| Софія Вергара      | Глорія Прітчетт  | «Американська сімейка»      | ABC         | [ 19 ] |
| Бетті Вайт         | Елка Островськи  | «Красуні в Клівленді»       | TV Land     | [ 19 ] |
| 2013 (20-та)       |                  |                             |             |        |
| Джулія Луї-Дрейфус | Селіна Маєр      | «Віцепрезидент»             | HBO         | [ 20 ] |
| Тіна Фей           | Ліз Лемон        | «30 потрясінь»              | NBC         | [ 20 ] |
| Джулі Бовен        | Клер Данфі       | «Американська сімейка»      | ABC         | [ 20 ] |
| Іді Фалко          | Джекі Пейтон     | «Медсестра Джекі»           | Showtime    | [ 20 ] |
| Маїм Бялік         | Емі Фарра Фаулер | «Теорія великого вибуху»    | CBS         | [ 20 ] |
| 2014 (21-ша)       |                  |                             |             |        |
| Узо Адуба          | Сюзанн Воррен    | «Помаранчевий — хіт сезону» | Netflix     | [ 21 ] |
| Джулі Бовен        | Клер Данфі       | «Американська сімейка»      | ABC         | [ 21 ] |
| Іді Фалко          | Джекі Пейтон     | «Медсестра Джекі»           | Showtime    | [ 21 ] |
| Джулія Луї-Дрейфус | Селіна Маєр      | «Віцепрезидент»             | HBO         | [ 21 ] |
| Емі Полер          | Леслі Ноуп       | «Парки та зони відпочинку»  | NBC         | [ 21 ] |
| 2015 (22-га)       |                  |                             |             |        |
| Узо Адуба          | Сюзанн Воррен    | «Помаранчевий — хіт сезону» | Netflix     | [ 22 ] |
| Іді Фалко          | Джекі Пейтон     | «Медсестра Джекі»           | Showtime    | [ 22 ] |
| Еллі Кемпер        | Кіммі Шмідт      | «Незламна Кіммі Шмідт»      | Netflix     | [ 22 ] |
| Джулія Луї-Дрейфус | Селіна Маєр      | «Віцепрезидент»             | HBO         | [ 22 ] |
| Емі Полер          | Леслі Ноуп       | «Парки та зони відпочинку»  | NBC         | [ 22 ] |
| 2016 (23-тя)       |                  |                             |             |        |
| Джулія Луї-Дрейфус | Селіна Маєр      | «Віцепрезидент»             | HBO         | [ 23 ] |
| Узо Адуба          | Сюзанн Воррен    | «Помаранчевий — хіт сезону» | Netflix     | [ 23 ] |
| Джейн Фонда        | Грейс Сколка     | «Грейс і Френкі»            | Netflix     | [ 23 ] |
| Еллі Кемпер        | Кіммі Шмідт      | «Незламна Кіммі Шмідт»      | Netflix     | [ 23 ] |
| Лілі Томлін        | Френкі Бергштейн | «Грейс і Френкі»            | Netflix     | [ 23 ] |
| 2017 (24-та)       |                  |                             |             |        |
| Джулія Луї-Дрейфус | Селіна Маєр      | «Віцепрезидент»             | HBO         | [ 24 ] |
| Узо Адуба          | Сюзанн Воррен    | «Помаранчевий — хіт сезону» | Netflix     | [ 24 ] |
| Елісон Брі         | Рут Вайлдер      | «Блиск»                     | Netflix     | [ 24 ] |
| Джейн Фонда        | Грейс Сколка     | «Грейс і Френкі»            | Netflix     | [ 24 ] |
| Лілі Томлін        | Френкі Бергштейн | «Грейс і Френкі»            | Netflix     | [ 24 ] |
| 2018 (25-та)       |                  |                             |             |        |
| Рейчел Броснаген   | Міріам Мейзел    | «Дивовижна місіс Мейзел»    | Prime Video | [ 25 ] |
| Алекс Борштейн     | Сюзі Маєрсон     | «Дивовижна місіс Мейзел»    | Prime Video | [ 25 ] |
| Елісон Брі         | Рут Вайлдер      | «Блиск»                     | Netflix     | [ 25 ] |
| Джейн Фонда        | Грейс Сколка     | «Грейс і Френкі»            | Netflix     | [ 25 ] |
| Лілі Томлін        | Френкі Бергштейн | «Грейс і Френкі»            | Netflix     | [ 25 ] |
| 2019 (26-та)       |                  |                             |             |        |
| Фібі Воллер-Брідж  | Погань           | «Погань»                    | BBC Three   | [ 26 ] |
| Крістіна Епплгейт  | Джен Гардінг     | «Мертвий для мене»          | Netflix     | [ 26 ] |
| Алекс Борштейн     | Сюзі Маєрсон     | «Дивовижна місіс Мейзел»    | Prime Video | [ 26 ] |
| Рейчел Броснаген   | Міріам Мейзел    | «Дивовижна місіс Мейзел»    | Prime Video | [ 26 ] |
| Кетрін О'Гара      | Мойра Роуз       | «Шиттс-Крік»                | CBC         | [ 26 ] |

### 2020-ті
| 2020 (27-ма)      |                |                    |           |        |
| Кетрін О'Гара     | Мойра Роуз     | «Шиттс-Крік»       | CBC       | [ 27 ] |
| Крістіна Епплгейт | Джен Гардінг   | «Мертвий для мене» | Netflix   | [ 27 ] |
| Лінда Карделліні  | Джуді Гейл     | «Мертвий для мене» | Netflix   | [ 27 ] |
| Кейлі Куоко       | Кессі Боуден   | «Бортпровідниця»   | HBO Max   | [ 27 ] |
| Енні Мерфі        | Алексіс Роуз   | «Шиттс-Крік»       | CBC       | [ 27 ] |
| 2021 (28-ма)      |                |                    |           |        |
| Джин Смарт        | Дебора Венс    | «Hacks»            | HBO Max   | [ 28 ] |
| Ель Феннінг       | Катерина II    | «Велика»           | Hulu      | [ 28 ] |
| Сандра О          | Джи-Юн Кім     | «The Chair»        | Netflix   | [ 28 ] |
| Джуно Темпл       | Кілі Джонс     | «Тед Лассо»        | Apple TV+ | [ 28 ] |
| Ганна Веддінґем   | Ребекка Велтон | «Тед Лассо»        | Apple TV+ | [ 28 ] |